# Fortaleza do Monte
Fortaleza do Monte, Monte Forte (Górska forteca) (chiń. 大炮台) – zabytkowy fort w Makau, w Chińskiej Republice Ludowej, położony w zabytkowym centrum Makau. Do 1965 była to główna instalacja wojskowa regionu.
Fort został zbudowany między 1617 a 1626 na 52-metrowym wzgórzu znajdującym się na wschód od ruin katedry św. Pawła w celu ochrony posiadłości jezuitów podczas portugalskiego panowania. Zajmująca 8000 metrów kwadratowych i posiadająca 32 działa instalacja odegrała kluczową rolę w odparciu holenderskiej inwazji podczas bitwy pod Makau w 1622.
Fortyfikacja pozostała zamkniętą dla publiczności instalacją wojskową do roku 1965, kiedy znajdujące się w niej koszary zostały zamienione na obserwatorium pogodowe, a sam fort otwarty dla publiczności. Obserwatorium zostało przeniesione w 1996 roku na wyspę Taipa, wyburzone, a na jego miejsce zbudowane Muzeum Makau, które zostało otworzone 19 kwietnia 1998 r.
Monte Forte w latach 1623-1740 było także siedzibą gubernatorów Makau, a także policji kolonialnej w latach 1810-1841.

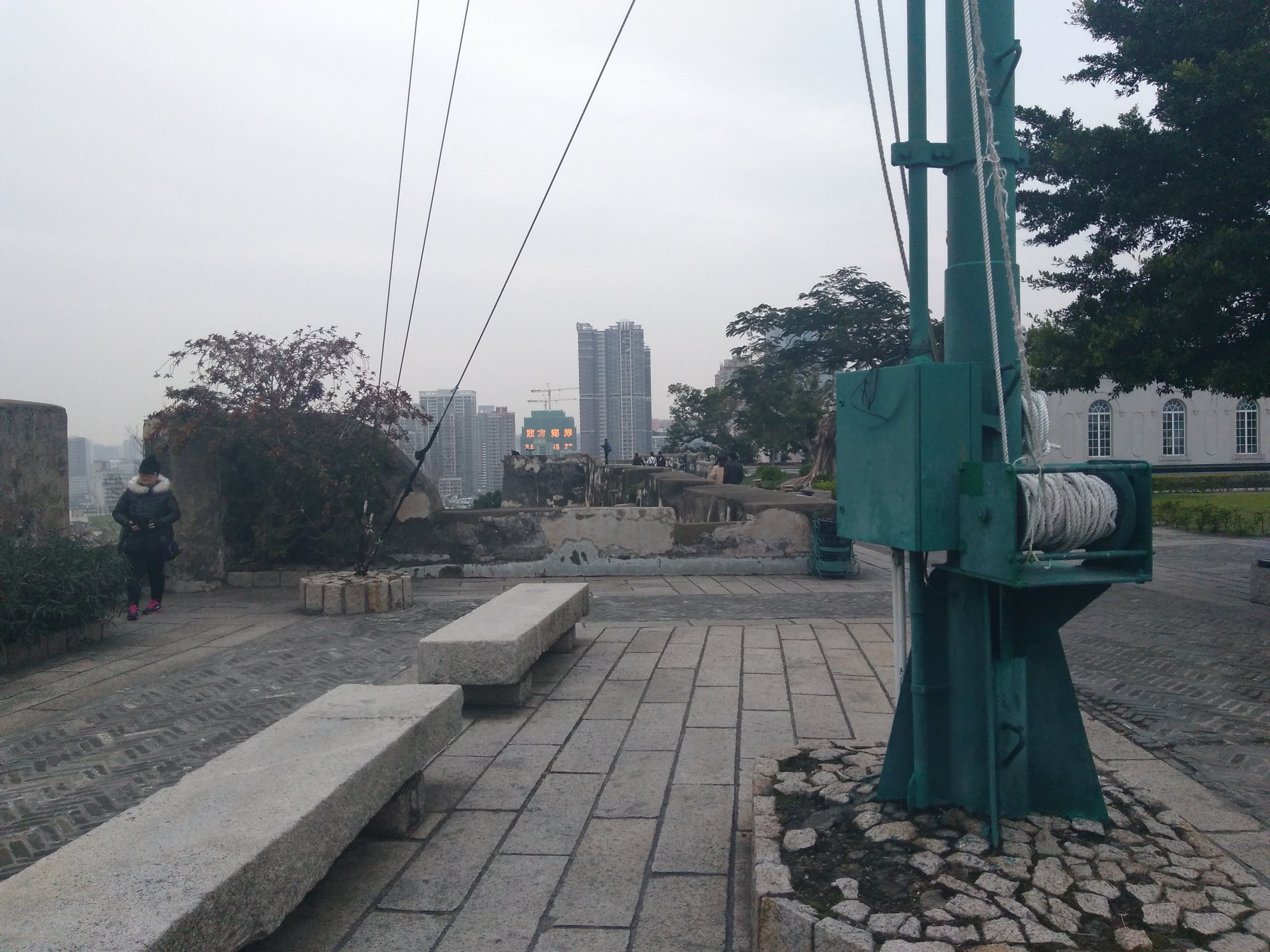
Ogród
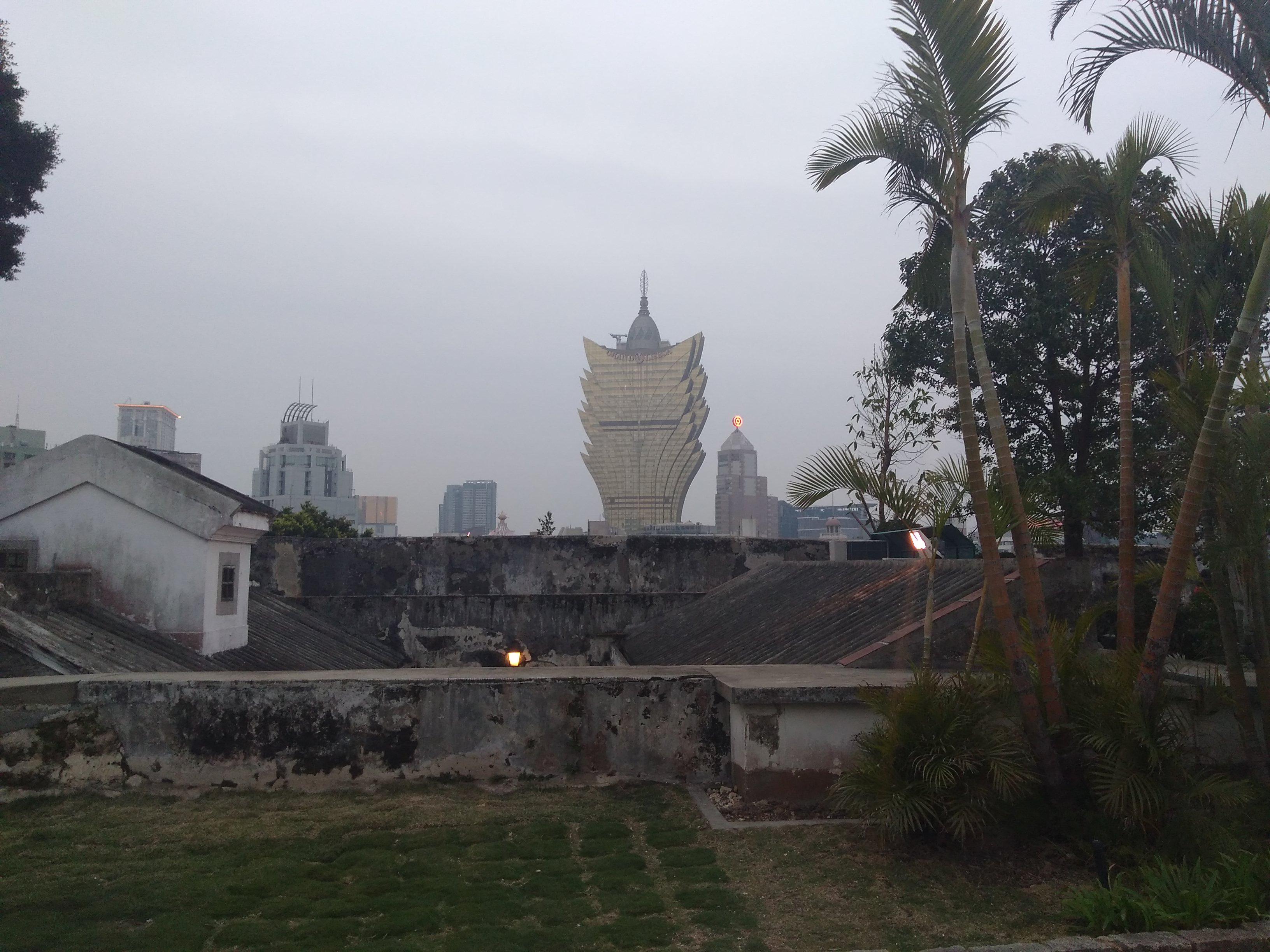
Ogród, w tle widoczny Grand Lisboa